# Sint-Jozefkerk (München)
De Sint-Jozefkerk (Duits: Josephskirche) is een rooms-katholiek kerkgebouw in München. De kerk werd tussen 1898 en 1902 in neobarokke stijl gebouwd in de wijk Maxvorstadt. Sinds de oprichting behoort de kerk tot de Orde der Kapucijnen.

## Geschiedenis
De nieuwe wijk Maxvorstadt ten noorden van de oude stad was tegen het einde van 19e eeuw bijna volledig volgebouwd. Tot op dat moment behoorden de gelovigen tot de Lodewijkparochie, maar er bestond een dringende behoefte aan een nieuwe parochiekerk. Op uitnodiging van het Aartsbisdom München en Freising in 1896 stichtten de Kapucijnen een nieuw klooster op de plaats. Twee jaar later arriveerden de monniken en werd begonnen met de bouw van een parochiekerk. Op 15 juni 1902 volgde de wijding van het voltooide godshuis door aartsbisschop Franz Joseph von Stein. Vanaf 1913 kreeg de kerk de status van parochiekerk en de pastorale zorg werd tot op de dag van vandaag toevertrouwd aan de Kapucijnen.
Tijdens de bombardementen in de Tweede Wereldoorlog werd de Sint-Jozefkerk op 13 juni 1944 door twee voltreffers grotendeels verwoest. Ook het volledige interieur ging daarbij verloren, waaronder de in kunsthistorisch opzicht waardevolle kruiswegstaties van Gebhard Fugel. Alleen de toren van de kerk liep relatief geringe schade op. In de zwaar getroffen Marxvorstadt (ruim 75% van de bevolking was dakloos) dienden kelders als noodkerk todat in 1946 een houten schuurkerk op het Josephsplatz werd opgericht. Nadat men besloot de neobarokke kerk te herbouwen, werd na de ruiming van het puin uit het kerkschip in 1950 met de wederopbouw begonnen. Met de wijding van het hoogaltaar op 6 juli 1952 door de wijbisschop Anton Scharnagl werden de werkzaamheden afgesloten.
De kerk werd tussen 1984 en 1990 gerestaureerd. De Sint-Jozefkerk kreeg met het aanbrengen van sierplijster en rozetten op het tongewelf weer iets van de oude luister terug.

## Orgel
Het orgel werd in 1954 door Carl Schuster gebouwd. Het instrument heeft 59 registers met elektrische kegelladen verdeeld over drie manualen en pedaal. Het orgel werd in 1999 door de Münchner Orgelbau gerenoveerd.

## Afbeeldingen

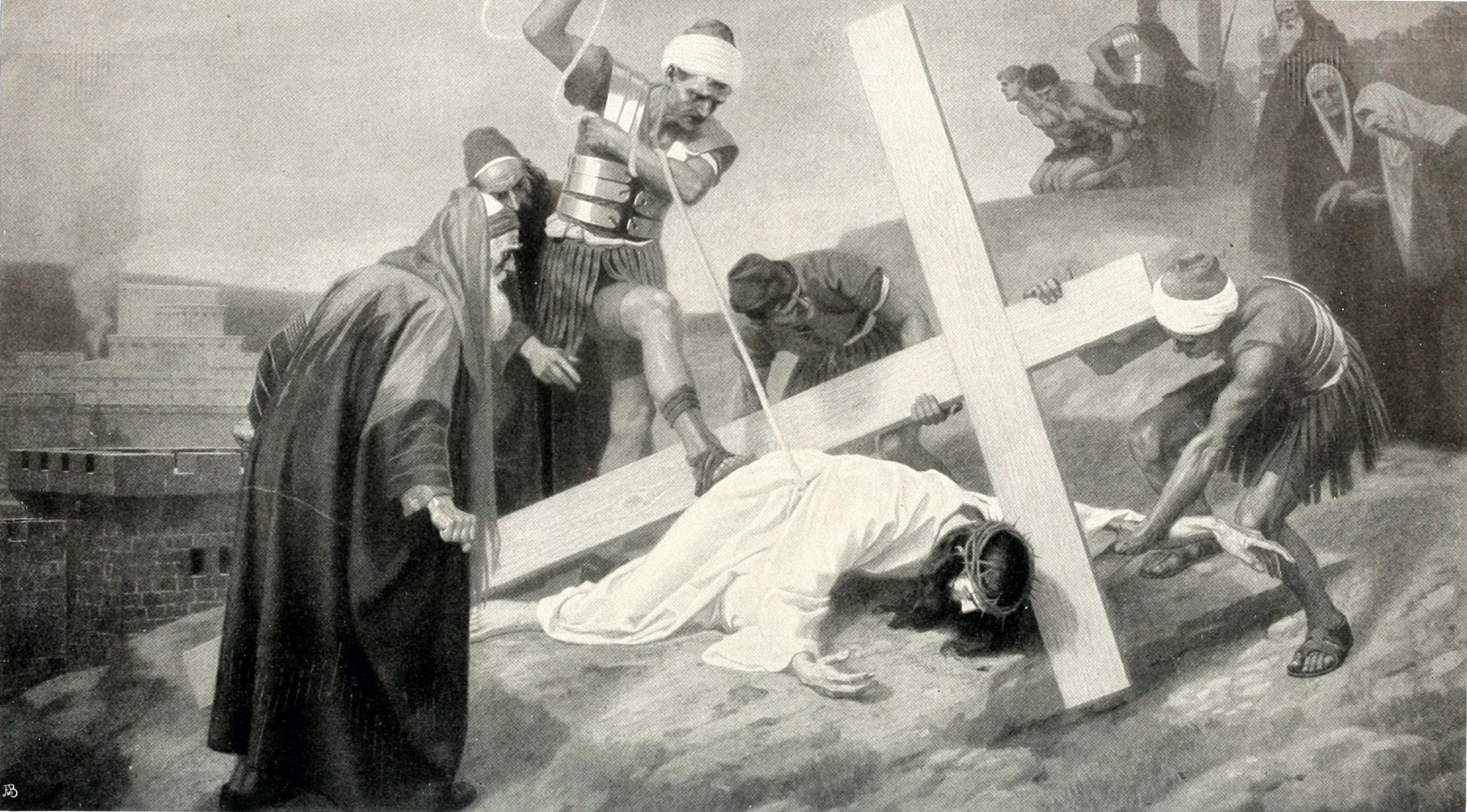
Statie Jezus valt voor de derde maal onder het Kruis (verwoest in WO II)
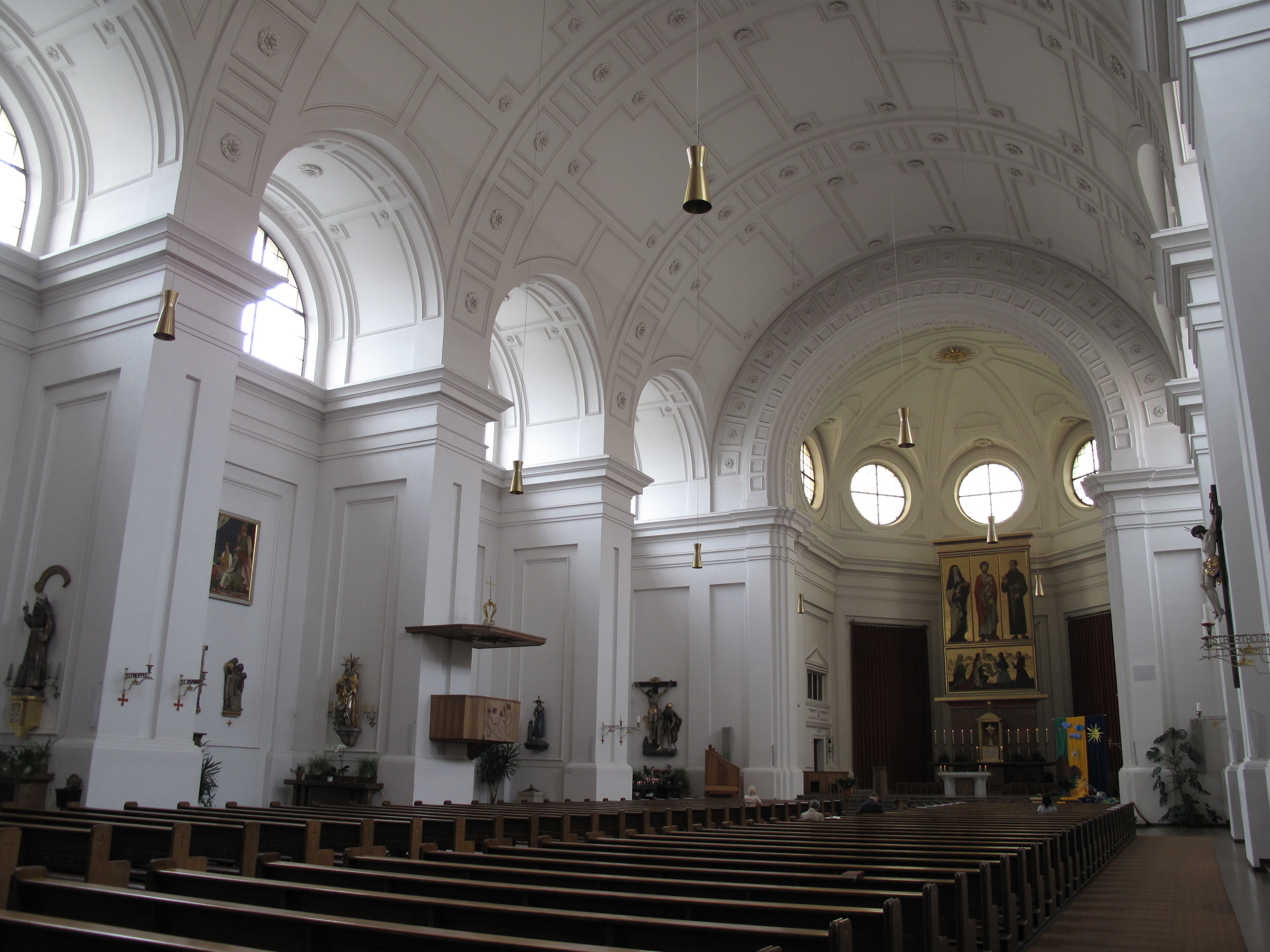
Interieur
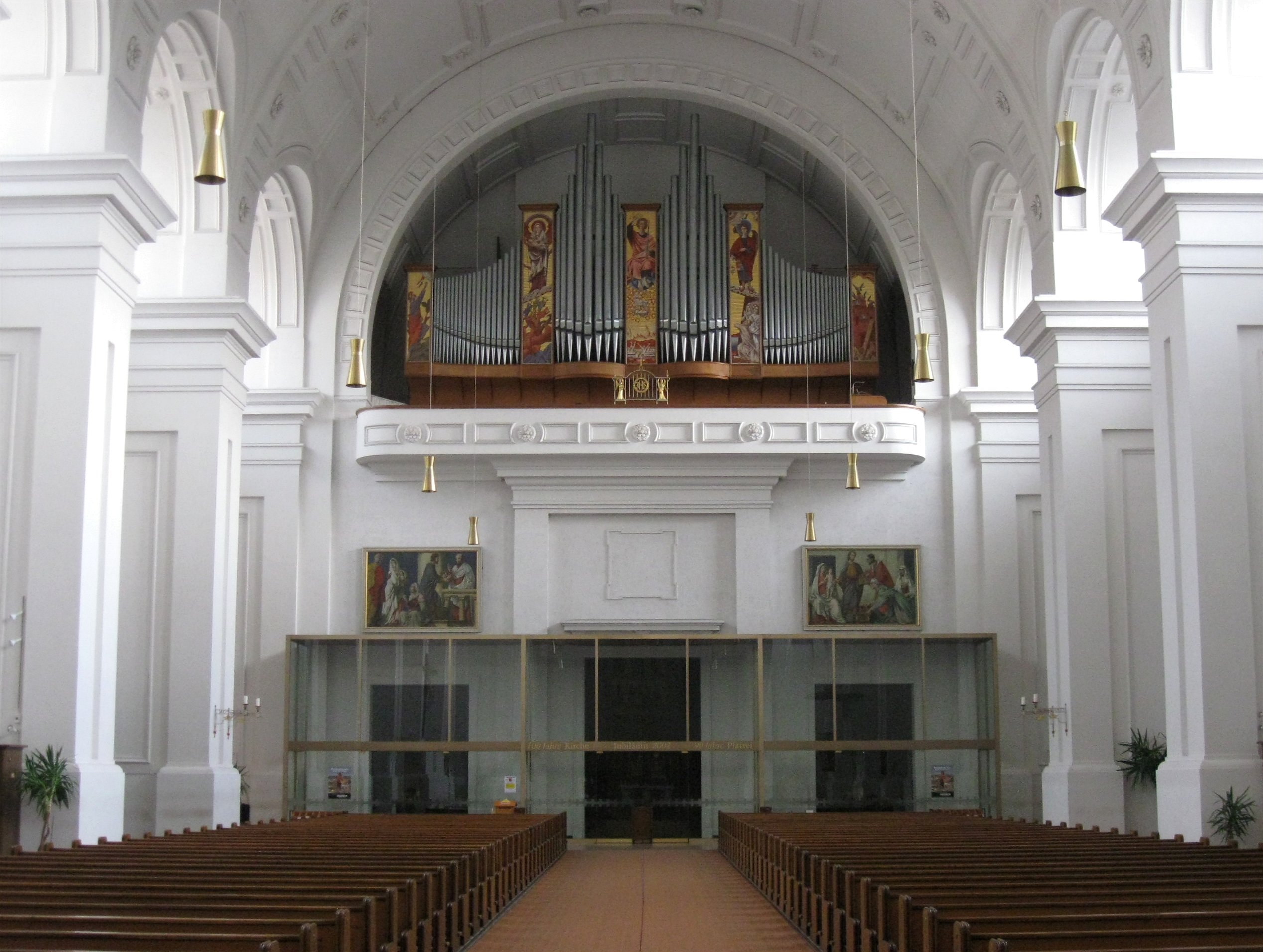
Orgel
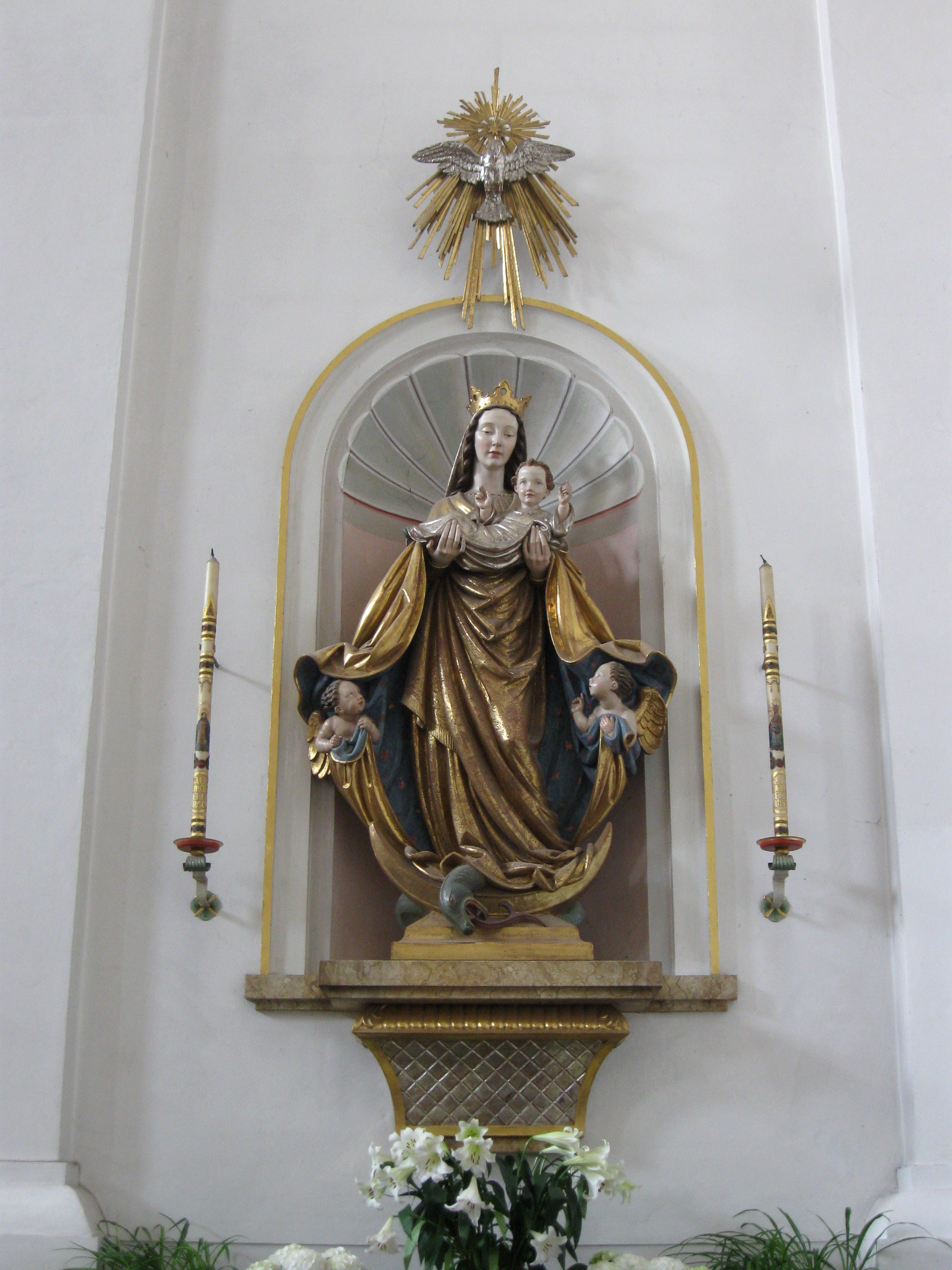
Maria-altaar